# Hydractinia antonii
Hydractinia antonii is een hydroïdpoliep uit de familie Hydractiniidae. De poliep komt uit het geslacht Hydractinia. Hydractinia antonii werd in 2006 voor het eerst wetenschappelijk beschreven door Miglietta. 